# 태군
태군(1986년 1월 17일 ~ )은 대한민국의 남성 솔로 가수이다. 본명은 김태군이다.

## 학력
- 한국예술종합학교 현대무용과 중퇴

## 음반
- 《1st Mini Album》 (2009년 1월 15일)
- EP 2집 《Rising Star》 (2009년 5월 13일)
- 《The 3rd Mini Album》 (2009년 9월 17일)

## 연관 인물
- 가수 김재중, 강원래, H-유진, 아주
- 안무가 곽귀훈

- 태군 - 공식 웹사이트
- 태군의 채널 - 유튜브